# Omroep RTM
RTM (Radio Televisie Maasdriel) was de lokale omroep voor de gemeente Maasdriel in de Nederlandse provincie Gelderland. Deze omroep begon in 1990 in de voormalige gemeente Kerkdriel als LOM (Lokale Omroep Maasdriel). Per 1 januari 2015 heeft de lokale omroep echter haar uitzendingen gestaakt.
Na de samenvoeging in 1999 van het oude Maasdriel (Kerkdriel, Velddriel, Hoenzadriel en Alem), Hedel, Heerewaarden, Rossum en Ammerzoden werden de bestaande lokale omroepstichtingen HeLOS (Hedel), LOSA (Ammerzoden) en LOM (Kerkdriel) verenigd en ontstond er een nieuwe stichting, RTM. Deze omroep verzorgde radio en televisie uitzendingen via de kabel en ether.